# Resolució 86 del Consell de Seguretat de les Nacions Unides
La Resolució 86 del Consell de Seguretat de les Nacions Unides, aprovada el 26 de setembre de 1950, després d'examinar la sol·licitud de la República d'Indonèsia per a ser membre de les Nacions Unides i havent-se provat que Indonèsia era un Estat amant de la pau que complia amb les condicions de l'article 4 de la Carta de les Nacions Unides, el Consell va recomanar a l'Assemblea General que la República d'Indonèsia fos admesa.
La resolució va ser aprovada amb 10 vots a favor i cap en contra; la República de la Xina es va abstenir.